# Westerloog (Middels)

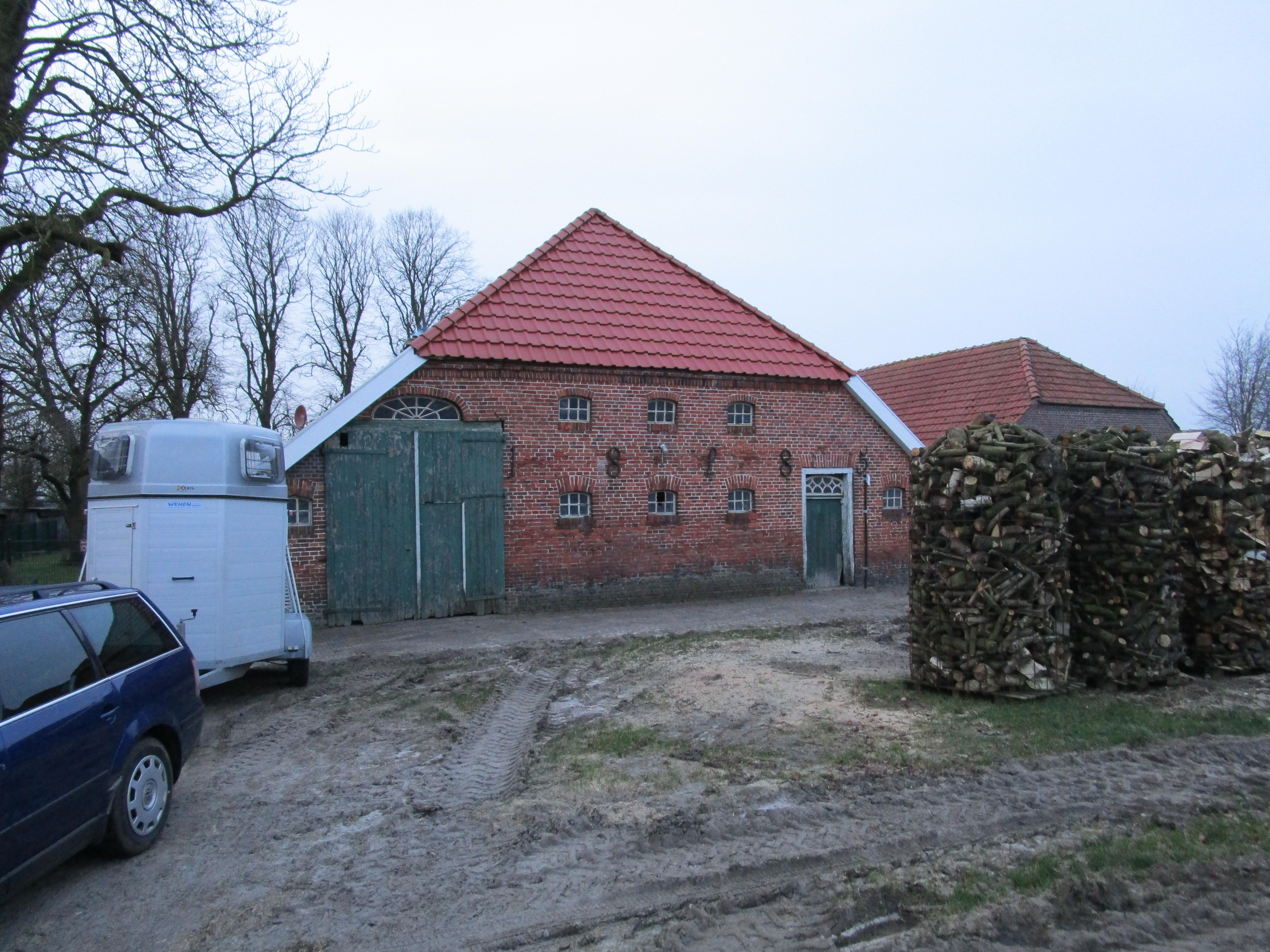
Denkmalgeschütztes Gulfhaus, Westerloog

Westerloog ist ein Ort im Auricher Stadtteil Middels. Insgesamt bedeckt er eine Fläche von 1007,7 h Hektar.
Der 1776 als Middels im Westerloge erstmals genannte Name ist eine Zusammensetzung des ostfriesisch-niederdeutschen Begriffes Loog (= Dorf, Ort) mit der Himmelsrichtung West. Er bezeichnet damit die Lage des Ortes westlich der Middelser Kirche, die um das Jahr 1200 zwischen den beiden Ortsteilen Oster- und Westerloog entstand. Nach dem Ersten Weltkrieg bildete sich eine Einwohnerwehr, die im September 1919 aus 40 Mann mit 15 Waffen bestand.
Bis zur Bildung der Gemeinde Middels am 1. April 1939 bildete Westerloog die Gemeinde Middels-Westerloog im Landkreis Aurich.

## Einwohnerentwicklung
| Jahr | Einwohnerzahl |
| ---- | ------------- |
| 1823 | 254           |
| 1848 | 342           |
| 1880 | 438           |
| 1895 | 433           |
| 1919 | 522           |